# Botschaft Guinea-Bissaus in Berlin

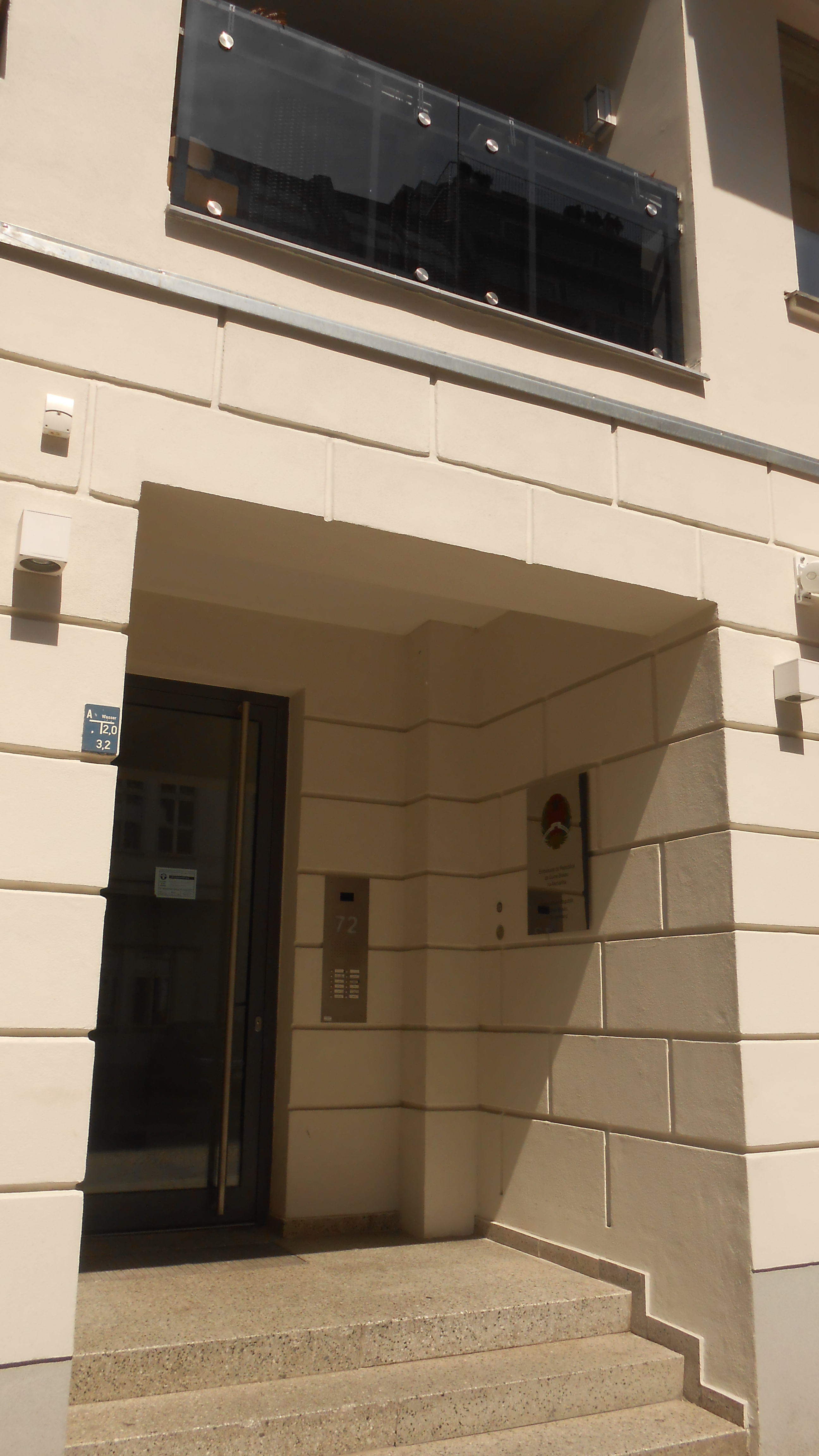
Botschaftsgebäude Kronenstraße 72

Die Botschaft Guinea-Bissaus in Berlin war die diplomatische Vertretung von Guinea-Bissau in Deutschland. Sie hatte ihren Sitz in der Kronenstraße 72 im Ortsteil Mitte des gleichnamigen Bezirks.
Der letzte Leiter der Botschaft war Geschäftsträger a. i. Rui Domingos Baticã (Stand: Dezember 2023).

## Geschichte der diplomatischen Beziehungen
Die ehemalige portugiesische Überseeprovinz Portugiesisch-Guinea wurde am 24. September 1973 unabhängig.
Am 9. August 1975 nahmen Guinea-Bissau und die Bundesrepublik Deutschland diplomatische Beziehungen auf. Zuständig für die Bundesrepublik Deutschland war (und ist wieder) die Botschaft von Guinea-Bissau in Brüssel. Zuständig für Guinea-Bissau ist die bundesdeutsche Botschaft in Dakar (Senegal). In Bissau gibt es ein Verbindungsbüro. Die Botschaft von Guinea-Bissau befand sich in der Kronenstraße 72 im Ortsteil Mitte.
Im Jahr 2020 wurde die Botschaft nach zahlreichen Affären vom Auswärtigen Amt geschlossen.
Seit dem 17. April 1974 bestanden diplomatische Beziehungen zwischen Guinea-Bissau und der DDR. Die Botschaft befand sich in der Clara-Zetkin-Straße 97 (seit 1995 wieder Dorotheenstraße) im Ost-Berliner Stadtbezirk Mitte. Die Beziehungen endeten mit der deutschen Wiedervereinigung im Jahr 1990. Die bisherige Botschaft wurde zu einem Konsulat, das aber kurz darauf stillschweigend mangels Finanzierung aus Bissau geschlossen wurde.
Die Website der Botschaft ist im April 2025 zwar noch online, wird aber nicht gepflegt. Die dort enthaltenen Daten sind nicht mehr gültig.

## Gebäude
Das bestehende Gebäude wurde 2015–2017 neu konzipiert und grundlegend saniert.